# Luteránský kostel Nejsvětější Trojice (Paříž)
Luteránský kostel Nejsvětější Trojice (fr. Église luthérienne de la Trinité) je farní kostel luteránské evangelické církve ve 13. obvodu v Paříži, na Boulevardu Vincent-Auriol.